# 3기 지하철
3기 지하철은 서울 지하철 하반기에 해당되는 때이다. 1993년 11월 9·10·11·12호선과 3호선 연장이 계획되었으나 외환 위기의 여파로 인해 1998년 9월에 백지화되었다. 그러나 9호선과 3호선 연장은 서울시에 의하여 재추진되었으며 백지화된 노선 가운데 일부는 광역전철 노선으로 전용되었다.

## 계획의 전개
1991년 4월에 최초 언급됐고, 당시 서울특별시의 인구가 지속적으로 증가하는 시기에 건설 중인 2기 지하철 노선과 함께 3기 지하철 노선에 대한 건설의 필요성이 제기 되었으며, 2년후인 1993년 11월에 9·10·11·12호선과 3호선 연장 등 5개 노선의 기본 계획이 발표되면서 노선이 지정되었다. 3기 지하철 건설로 수송분담률을 75%선까지 끌어올린다는 계획(1993년 발표 당시 분담률은 32%선, 2기 지하철의 미개통으로 낮은수치 기록)이었다.
1995년 4월 28일에 대구 상인동 가스 폭발 사고가 발생했고, 건설 중이거나 계획 중인 지하철 공사 구간에 대하여 건설 계획의 재평가, 건설 기간 재조정 후 착공한다는 방침으로 3기 지하철 계획의 착공은 당초 1996년에서 1998년 이후로 늦춰지게 되고, 같은 이유로 2기 지하철의 완공이 지연되면서 3기 지하철 재원 조달 방침이 세워지지 않아 착공을 연기했다. 1996년에 역 위치가 확정되었으며, 1997년 3월에는 9호선의 역사규모, 설계방법, 시공도면 등의 실시설계가 완료되었다. 그러나 7조원에 육박하는 지하철 건설 비용 분담 문제로 착공이 지연되고 있었다.
당시 계획 중에서 유일하게 살아남은 9호선은 1998년 3월에 착공하여 최종적으로 2004년 개통을 목표로 하고 있었다. 그리고 2003년에 3호선 연장선을 개통하고, 2004년에 11호선 1단계 신사역~양재시민의숲역 구간과 12호선을, 2005년에 10호선 및 11호선 2단계 구간을 개통할 계획이었다.
그러나, 1997년 11월에 IMF사태가 발생하면서 예산 감축으로 지하철 착공 시기가 늦어지고, 이후 1998년 6월에 취임한 고건 서울시장은 3기 지하철 전 구간에 대한 노선 재검토를 지시하면서 착공을 무기한 연기하게 됐다. 1998년 9월, 계획된 3기 지하철 노선 중 3호선 오금 연장과, 9호선만 원안대로 착공하며, 나머지 노선들은 백지화하기로 결정됐다. 이후 실시설계가 완료되어 있던 9호선은 타당성 조사를 통과한 후 수익형민자사업 (BTO)으로 사업계획이 승인되어 2002년 4월 3일에 착공되었고, 3호선 수서 ~ 오금 연장구간은 2002년 예비타당성 조사를 통과하여 2004년 2월 20일에 착공되었다.
폐기되었던 3기 지하철은 2000년 서울시 교통정비 계획에 의하여 사업비가 저렴한 경전철과 기존 노선, 광역전철로 대체되게 된다.

## 건설 노선

### 9호선
1991년 4월에 처음 발표한 9호선 노선은 광명시를 기점으로 시흥동∼독산동∼신대방동(2호선 교차)∼상도동(7호선 교차)∼여의도∼양평동∼염창동∼가양동∼김포공항(5호선 교차)을 잇는 노선이었다. 그러나 국토개발연구원의 연구 용역 후 실질적인 2기 지하철 노선 발표인 1993년 11월 9호선의 노선은 현재의 노선으로 변경되었다. 9호선의 건설의도는 강남지역 동서방향의 통행량을 흡수하고, 영등포, 여의도, 강남, 잠실 등의 부도심권을 연결하며, 개발중이거나 개발예정지역인 마곡, 등촌, 가양, 염창동을 거쳐 대중교통이 불편한 여의도 및 노량진 지역을 통과하여 대중교통 이용률을 높이려는 의도였다. 언론 등에서는 지하철이 강남 구간에 과다하게 편중되었다고 지적하였으나, 3기 지하철 중 유일하게 살아남아 2002년 4월 3일 기공식을 개최했으며, 2009년 7월 24일 개화역 ~ 신논현역 구간이, 2015년 3월 28일 신논현역 ~ 종합운동장 구간이, 2018년 12월 1일 종합운동장역 ~ 중앙보훈병원역이 개통되었다.

#### 노선 관련 민원
1997년 3월에 실시설계가 완료된 9호선에는 노선 변경관련 민원이 많았다.
- 여의도 구간에서는 現 국회앞-여의도역-노량진 노선을 국회 옆(여의도 순복음교회)-MBC앞사거리-여의도동사무소-노량진 노선으로 변경해달라는 민원이 있었는데, 시는 이렇게 변경할 경우 5호선 여의도역과 직접 환승이 불가능해지고, 이 지역 지하공간이 5호선 지하터널과 공동구 등으로 포화상태에 이르러 9호선이 겹쳐지면 역사가 지하 60m에 육박하는 등 난공사가 우려된다고 하여 보류하였다.

- 반포 구간에서는 現 구반포-신반포-고속터미널 노선에 대해 사평로쪽이 발전 가능성이 커 사평로쪽으로 변경해달라고 요구하는 민원이 있었는데, 이에 서울시는 현재 주민들이 다수 거주하고 있는 반포교통축을 무시할 수 없고, 요구대로 옮기는 경우 고속터미널역과의 환승이 어려워지며, 사평로 지하차도 공사로 역 심도도 깊어져야 한다는 이유를 들어 보류하였다.

- 올림픽선수촌아파트 구간에서는 9호선이 단지 한가운데를 통과하면 안 된다는 민원을 제기하였는데, 아파트 앞 성내천의 지하를 통과하는 지하철이 지반 침하 등으로 집값 하락을 불러올 수 있다는 이유다. 이에 서울시는 7호선 남성역 등 주택 1m 앞을 통과하는 노선건설에 아무 문제가 없었으며, 한강 하저 터널 시공 방식인 NATM 공법을 사용하기 때문에 소음 등의 우려가 전혀 없다고 밝히면서, 아파트 부지도 아닌 공용 하천 지하 통과에 대해 주민들이 반대하고 나서는 것은 이해할 수 없다는 입장을 들어 보류하였다.

- 비교적 늦은 2003년에야 공사가 시작된 여의도 국회의사당 구간은 당초 안의 경우 국회의사당과 의원회관 사이를 통과하는 것으로 되어있으나, 국회의사당이 지은 지 30년이 경과한 노후 건물로 근거리 통과시 안전문제가 제기되었고, 의사당과 의원회관 사이 지하부지는 차후 지하주차장 부지라는 점을 들어 노선 변경을 요구한 국회의 의견을 따르게 됐다. 노선이 변경되면서 당초 역 위치보다 영등포 쪽으로 50~60m 떨어진 곳으로 옮겨지며 의원회관과 연결되게 된다.[2]

- 흑석역의 경우 중앙대학교 대학원 총학생회가 역명을 중앙대흑석역으로 해야 한다고 민원을 제기 했으나. 원안이 바뀌지 않고 흑석역으로 결정되었다.[3][4]

### 3호선 연장
3기 지하철 노선 구간에 포함되어 있던 3호선 연장 사업은 수서역 ~ 가락시장역 ~ 경찰병원역 ~ 오금역을 잇는 3km의 짧은 노선이지만, 수서역에서 분당선, 가락시장역에서 8호선, 오금역에서 5호선과 각각 환승되어 여러 노선을 3호선과 직접 연결시켜, 강남구와 송파구를 연결하며, 2호선 잠실역의 집중을 완화하려는 의도로 계획되었다.
1997년 3월에 3기 지하철 계획이 발표될 때에는 9호선과 함께 투자우선순위 노선으로 선택되어 2003년까지 완공되는 것을 목표로 삼았다. 이 당시에 세워진 노선 경로는 지금과는 달리 수서역-가락시장역-오금역의 3개 역으로, 모두 환승역으로 계획되었다. 얼마 지나지 않아 IMF 여파로 여타 3기 지하철 노선과 함께 폐기될 위기에 놓였으나, 사업이 재개되었고 2002년 예비타당성 조사를 통과하여 2004년 2월 20일에 착공되었다. 6년 후인 2010년 2월 18일에 개통되었다.

### 기타 계획
- 서울 지하철 4호선 연장 (진접선)
- 서울 지하철 5호선 연장 (하남선)
- 서울 지하철 8호선 연장 (별내선)
- 서울 지하철 7호선 연장 온수역 ~ 부평구청역[6] ~ 석남역[7]

## 폐기 노선

### 서울 지하철 10호선
1993년 발표된 지하철 10호선은 시흥에서 면목에 이르는 35 km 노선이다. 지하철 이용이 불편한 시흥, 독산, 장안, 면목지역과 청량리, 영등포, 여의도 등 부도심 및 서울 도심을 연결하는 의도로 계획되었다. 포화상태인 1호선 전철의 수송을 분담하며, 경부고속철도의 출발역인 서울역과 연결하려 했다. 10호선과 11호선이 서울 도심에 집중되었다는 지적이 있었는데, 이에 관계기관은 서울 도심과 강남 부도심을 연결하기 위하여 도심지를 지나지 않을 수 없었다고 밝혔다. 1997년 3월 공사가 확정되면서, 도심 구간인 서울역~청량리 구간을 서울역∼연희동∼국민대앞∼청량리간 외곽 노선으로 변경하기로 결정하였다.
계획 폐기 이후 광역전철 신안산선 및 서울 경전철 면목선으로 추진 중이다.

### 서울 지하철 11호선
1993년 발표된 지하철 11호선의 기초 노선은 양재∼강남대로∼시청∼남가좌동∼목동∼신월동을 잇는 노선으로, 목동, 신정동, 남가좌동에서 논현, 신사 등의 강남 중심지와 목동을 연결, 기존 지하철의 미비점을 보완하는 한편 대단위 유보 토지자원인 난지도의 개발가능성에도 대비하여 계획되었다. 1997년 3월 공사 확정 당시 경부고속철도 출발지인 용산역 또는 서울역으로 조정될 예정이었다.
IMF위기로 11호선은 광역전철 신분당선으로 단축 및 변경되어 2011년 10월 28일에 개통되었고, 나머지 구간 중 목동 구간은 서울 경전철 목동선으로 추진 중이다.

### 서울 지하철 12호선
1993년에 발표된 지하철 12호선(왕십리~번동)은 9km의 짧은 노선으로 월계동, 번동 지역의 교통불편을 해소하고 강남지역과 강북지역을 분당선을 통해 직선으로 연결한다. 분당선이 왕십리역에서 종착할 예정이었기에 분당선을 활용하면서 왕십리 종착으로 인한 집중 현상을 완화할 계획이었다.
계획 폐기 이후 서울 경전철 동북선으로 추진 중이었고, 2026년 7월 개통을 목표로 현재 공사 중이다.

## 같이 보기
- 1기 지하철
- 2기 지하철
- 서울 경전철